# Ivan Skoko
Ivan Skoko (Mostar, 21. studenog 1986.)[nedostaje izvor] hrvatski je kazališni i filmski glumac iz Bosne i Hercegovine. 
Odrastao i završio gimnaziju u Širokom Brijegu.[nedostaje izvor] Studij glume završio je na Sveučilištu Džemala Bijedića u Mostaru 2014. godine. U Hrvatskom narodnom kazalištu u Mostaru zaposlen je od travnja 2016. godine. U svom matičnom kazalištu igra većinu predstava. Ondje je i jedan od voditelja Dramskog studija mladih.

## Rad
Igrao je sporedne uloge u filmovima Mrtve ribe (redatelj Kristijan Milić), General (redatelj Antun Vrdoljak) i Božji gnjev (redatelj Kristijan Milić).

## Nagrade
- ? – Najbolja gluma, za »O ljubavi«, 10. Festival of international student theatre, Beograd[1]

- 2016. – Najbolji mladi glumac, za »Vanja, Sonja, Maša i još jedan«, 35. festival kazališnih igara Bosne i Hercegovine, Jajce[1]
- 2023. – Mala liska (najbolji glumac), za »Zid«, Festival »Mostarska liska«, Mostar[3]